# Harry Ruby
Harry Ruby (New York, 27 gennaio 1895 – Woodland Hills, 23 febbraio 1974) è stato un compositore statunitense.

## Carriera
È coautore, tra l'altro, dei brani I Wanna Be Loved by You, Who's Sorry Now?, Nevertheless I'm in Love with You e A Kiss to Build a Dream On. Quest'ultimo brano ha ricevuto la candidatura al Premio Oscar alla migliore canzone nel 1952.
Ha lavorato come compositore cinematografico per diversi film tra cui Animal Crackers (1930), I fratelli Marx al college (1932), La guerra lampo dei Fratelli Marx (1933) e Tre piccole parole (1950).
Da attore ha preso parte al film L'inferno ci accusa (1957) e ad altre pellicole negli anni '50.
Nel 1970 è stato inserito nella Songwriters Hall of Fame.

## Filmografia parziale

### Attore
- L'inferno ci accusa (The Story of Mankind), regia di Irwin Allen (1957)

### Compositore
- Francesina (Alias French Gertie), regia di George Archainbaud - musiche di repertorio (1930)

### Sceneggiatore
- The Life of the Party, regia di William A. Seiter (1937)